# Laguna de Palomas
Laguna de Palomas är en ort i Mexiko.   Den ligger i kommunen Jiménez och delstaten Chihuahua, i den centrala delen av landet, 1 000 km nordväst om huvudstaden Mexico City. Laguna de Palomas ligger 1 105 meter över havet och antalet invånare är 363.
Terrängen runt Laguna de Palomas är platt.  Trakten runt Laguna de Palomas är nära nog obefolkad, med mindre än två invånare per kvadratkilometer. Laguna de Palomas är det största samhället i trakten. Omgivningarna runt Laguna de Palomas är i huvudsak ett öppet busklandskap.